# 王廷惠
王廷惠（發音：[vɨəŋ˧˧ ʔɗïŋ˨˩ hwe˧˨ʔ]；1957年3月15日—），一译王庭惠，越南政治人物、经济学教授。越南共产党第10、11、12、13届中央委员，第12、13届中央政治局委员，第13、14届越南国会代表。曾任越南财政部长、国家审计署审计长、越共中央经济部部长、越南副总理、越共河内市委书记、越南国会主席等职，曾经位居“越南四柱”之一。

## 生平
王廷惠出生于乂安省宜禄县宜春社，長期在高校任教。1979年至1985年担任河内财政会计大学（今越南财政学院）讲师；1985年至1986年于河内外国语大学学习捷克语，1986年赴捷克斯洛伐克布拉迪斯拉发经济大学攻读硕士，1990年毕业归国，继续担任河内财会大学讲师。1992年10月成为河内财会大学会计系副主任，1994年起担任会计系主任，1999年成为河内财会大学副校长。
2001年，王廷惠步入政坛，担任国家审计署副审计长，2006年升任审计长。2011年8月，被任命为财政部长。2012年12月，卸任财政部部长，改任越共中央经济部部长。2016年，成为越共第12届中央政治局委员，担任政府副总理，兼任西南地区指导委员会主席。
2020年2月，越共中央检查委员会认为时任河内市委书记黄忠海在太原钢铁公司扩建项目期间存在违纪行为，造成国有资产重大损失，而卸任河内市委书记一职，由王廷惠接任。2020年6月卸任副总理一职。
2021年，王廷惠继续当选为越共第13届中央政治局委员，并随即當選為越南國會主席，晋升为“越南四柱”之一。2024年4月26日，他卷入越共中央总书记阮富仲发动的反腐败运动，宣布辞去越共中央政治局委员、越南国会主席职务，官方理由是“王廷惠同志违规行为和缺点引起了不良舆论，影响了党、国家和王廷惠同志个人的声誉。”具体事由是其助手涉贪被查而受到牵连。2024年11月，王廷惠受到越共中央政治局党内警告处分。2025年7月19日，他被解除黨內一切職務。